# ديفيد بيتبلادو
السير ديفيد بروس بيتبلادو (أغسطس 1912 - 9 يوليو 1997) كان سكرتيرًا خاصًا لمكتب رئيس وزراء المملكة المتحدة . خدم من 1951 إلى 1956 ، كان مرتبطا برؤساء الوزراء كليمنت أتلي ، ونستون تشرشل ، وأنتوني إيدن . مع زميله جوك كولفيل ، كان واحدًا من آخر اثنين من الأمناء الخاصين الرئيسيين لتشرشل في 10 داونينج ستريت . 

## السيرة الشخصية
ديفيد بتبلادو ، المولود في لندن في أغسطس 1912 ، التحق بمدرسة ستراند ثم التحق في كلية إيمانويل ، كامبريدج .
اختار الخدمة المدنية كمهنة ، وعُيِّن مساعدًا خاصًا لوزير الدولة لشؤون دومينيون في عام 1937.
انضم إلى مكتب مجلس الوزراء في الحرب عام 1942 ، وأصبح وكيلًا للتخطيط الاقتصادي في الخزانة عام 1949.
استمرت مسيرته المهنية حتى أصبح السكرتير الخاص الرئيسي لرئيس الوزراء ، كليمنت أتلي ، في عام 1951. كانت خدمته في أتلي قصيرة ، حيث لم يحتفظ رئيس وزراء العمل بأغلبية في الانتخابات العامة لعام 1951 .
كان متخصصًا بشكل غير رسمي في الشؤون الداخلية والداخلية ، وكان زميله جوك كولفيل محور هذه الواجبات فيما يتعلق بالدفاع والشؤون الخارجية. 
عند حدوث السكتة الدماغية لتشرشل في يونيو 1953 ، تم تنفيذ المهام في شارع 10 داونينج من قبل كبار الموظفين لعدة أسابيع. سيرة تشرشل مارتن جيلبرت تنسب الفضل إلى بيتبلادو و كلوفيل وصهر تشرشل كريستوفر سواميس في الإشراف على تشغيل المكتب بينما كافح رئيس الوزراء العاجز من أجل التعافي . 
بعد تقاعد تشرشل في عام 1955 ، أنهى بيبلادو خدمته مع خدمة موجزة لخليفته ، أنتوني إيدن (لاحقًا إيرل أفون) في 1955-1956. ثم عاد إلى الخدمة المدنية الوزارية وعمل في مناصب مختلفة. وأصبح سكرتيرًا دائمًا في وزارة الطاقة في 1966-1969 ، وأمينًا دائمًا في وزارة التكنولوجيا في 1969-1970.

### في وقت لاحق
حصل ديفيد بيتبلادو على مرتبة شرف عام 1953 ، حيث حصل على رتبة القائد الفيكتوري الملكي . بصفته السكرتير الدائم بوزارة الطاقة ، تم تكريمه مرة أخرى في حفل تكريم العام الجديد عام 1967 .